# Шальк, Рэй
Рэймонд Уильям Шальк (англ. Raymond William Schalk, 12 августа 1892, Харвел, Иллинойс — 19 мая 1970, Чикаго, Иллинойс) — американский бейсболист немецкого происхождения. Играл в Главной лиге бейсбола на позиции кэтчера. Большую часть карьеры провёл в составе клуба «Чикаго Уайт Сокс». Победитель Мировой серии 1917 года. После завершения игровой карьеры работал тренером.

## Биография

### Ранние годы
Рэймонд Шальк родился 12 августа 1892 года в деревне Харвел. Он был пятым из шести детей в семье Германа и Софии Шальк, эмигрировавших в США из Германии в 1875 году. Глава семьи работал подёнщиком в Литчфилде, в котором дети посещали школу. Рэй подрабатывал разносчиком газет, а затем бросил школу ради получения специальности печатника. Некоторое время он провёл в Бруклине, обучаясь работе на линотипе. В 1910 году Шальк вернулся домой и был разочарован тем фактом, что полученная профессия не позволяла ему получить хорошо оплачиваемую работу.
Способом сделать карьеру для него стал бейсбол. Рэй начал играть за городскую команду, а потом перешёл в полупрофессиональную лигу, где получал 2 доллара за игру. Его игра привлекла внимание и Шальк получил приглашение в команду из Тейлорсвилла, игравшую в Лиге Иллинойса и Миссури. В сезоне 1910 года он сыграл в 64 матчах, отбивая с показателем 38,7 %. На следующий год Рэя пригласили в «Милуоки Брюэрс», игравших в чемпионате Американской ассоциации. За два года в составе команды он сыграл в 111 матчах. Непривычно агрессивная игра на позиции кэтчера и лидерские качества Шалька привлекли внимание клуба Главной лиги бейсбола «Чикаго Уайт Сокс». Его контракт обменяли на двух бейсболистов и 10 тысяч долларов.

### Главная лига бейсбола
Одиннадцатого августа 1912 года Шальк дебютировал за «Уайт Сокс», выйдя на поле в тандеме с питчером Доком Уайтом. До конца сезона он провёл за команду 23 игры, отбивая в них с показателем 28,6 %. Энергия Рэя и страсть к бейсболу быстро сделала его одним из любимых игроков тренера Кида Глисона. Самыми трудными для него были подачи ведущих питчеров команды Эда Уолша и Эда Сикотта. Характерной чертой Шалька стало постоянное взаимодействие с питчерам, подсказки о том, какую из подач надо выполнять в тот или иной момент. На поле он играл как пятый игрок инфилда, став одним из первых кэтчеров в лиге, регулярно бросавших мячи на все базы. Благодаря этому, за свою восемнадцатилетнюю карьеру в лиге Шальк принял участие в 222 розыгрышах дабл-плей, больше чем любой другой игрок в истории.
В 1917 году вместе с командой Рэй стал победителем Мировой серии. В финале сезона он сыграл во всех шести матчах с «Нью-Йорк Джайентс», позволив соперникам украсть базу только два раза.
С 1913 по 1926 год Шальк сыграл в 80 % всех матчей клуба, несмотря на ряд травм. Он регулярно выходил на поле со сломанными пальцами и другими повреждениями. По ходу одной из игр отскочивший от биты мяч отправил его в нокаут, но придя в сознание Рэй сразу же вернулся в игру. В сезоне 1920 года он сыграл в 151 матче из 154. Три игры он пропустил потому что обгорел на солнце и с трудом мог двигаться. Лучшим годом в его карьере стал 1922, по ходу которого Шальк отбивал с показателем 28,1 %, выбил 4 хоум-рана, украл 12 баз и выбил сайкл. Он также стал одним из лучших игроков лиги по действиям в защите и занял третье место в опросе, определявшем Самого ценного игрока Американской лиги. Во время скандала вокруг подтасовки результатов игр Мировой серии 1919 года Рэй остался одним из тех, кто не был замешан в нечестной игре.
Игровые заслуги Шалька и уважение со стороны других игроков сделали его играющим тренером команды после ухода Эдди Коллинза в ноябре 1926 года. Эту должность он занимал в течение двух лет, но мягкость по отношению к игрокам вынудила его подать в отставку. Затем владелец клуба Чарльз Комиски сократил ему зарплату до 6 тысяч долларов. После этого Рэй ушёл в «Нью-Йорк Джайентс», где вошёл в тренерский штаб Джона Макгроу, а также провёл за команду пять матчей чемпионата, ставших последними в его карьере.

### После завершения карьеры
В сезонах 1930 и 1931 годов Рэй работал тренером в «Чикаго Кабс», а с 1932 по 1937 год тренировал команду Международной лиги «Баффало Байзонс». В 1940 году он вернулся в «Милуоки Брюэрс», где ранее начинал свою карьеру игрока. Позднее Шальк работал управляющим в зале для боулинга и бильярда в Эвергрин-Парк. Он также стал одним из основателей организации «Анонимные бейсболисты», целью которой было оказание помощи малоимущим игрокам.
Восемнадцать лет Рэй занимал должность ассистента тренера бейсбольной команды университета Пердью. На пенсию он вышел в 1965 году. В течение всей своей жизни Шальк обязательно отправлял поздравления или звонил кэтчерам, которые участвовали в сыгранных ноу-хиттерах. В 1955 году комитет ветеранов включил Рэя в Зал славы бейсбола.
Рэй Шальк умер от рака 19 мая 1970 года. Он похорен на кладбище в пригороде Чикаго Эвергрин-Парк.